# Pierre Brueren
Pierre Brueren (Velden, 20 maart 1940 – Arcen, 18 juli 2020) was een Nederlandse voetballer die tijdens zijn profloopbaan uitsluitend voor VVV uitkwam.

## Loopbaan
Brueren maakte in 1963 de overstap van de amateurs van SV Blerick naar de profs van VVV en maakte daar op 29 september 1963 zijn officiële debuut in het eerste elftal, in een bekerwedstrijd op bezoek bij Baronie (0-0) die na strafschoppen werd gewonnen. Tijdens zijn tweede seizoen maakte de rechtsbinnen ook zijn competitiedebuut namens VVV, in een thuiswedstrijd op 27 september 1964 tegen Willem II (0-2). Op 4 april 1965 speelde de Veldenaar in een uitwedstrijd bij Excelsior (0-0) zijn tweede en laatste competitiewedstrijd, als invaller voor zijn plaatsgenoot Jan Verbong. Na twee seizoenen verliet Brueren de Venlose eerstedivisionist en keerde terug op het oude nest bij amateurclub IVO. Hij overleed in 2020 op 80-jarige leeftijd.

## Profstatistieken
| Seizoen         | Club            | Competitie      | Competitie | Competitie | Beker | Beker | Overige | Overige | Totaal | Totaal |
| Seizoen         | Club            | Competitie      | Wed.       | Dlp.       | Wed.  | Dlp.  | Wed.    | Dlp.    | Wed.   | Dlp.   |
| --------------- | --------------- | --------------- | ---------- | ---------- | ----- | ----- | ------- | ------- | ------ | ------ |
| 1963/64         | VVV             | Eerste divisie  | 0          | 0          | 1     | 0     | —       | —       | 1      | 0      |
| 1964/65         | VVV             | Eerste divisie  | 2          | 0          | 1     | 0     | —       | —       | 3      | 0      |
| Carrière totaal | Carrière totaal | Carrière totaal | 2          | 0          | 2     | 0     | 0       | 0       | 4      | 0      |